# BS 1363

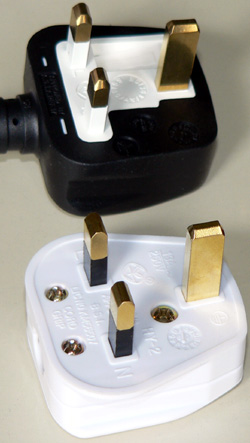
Típico plug BS 1363.

BS 1363 é um padrão britânico de tomadas, utilizado no Reino Unido, Irlanda, Hong Kong, Chipre, Gibraltar, Malta, Bahrein, Singapura, Emirados Árabes, Malásia e Uganda. Os plugues nesse padrão possuem três pinos chatos e as tomadas possuem um interruptor que deve ser acionado quando o plugue é encaixado, liberando a corrente elétrica (se não estiver acionado, a tomada não funcionará).
Foi criado em 1947.